# Arne Oluf Andersen
Arne Oluf Andersen, född 16 november 1939, är en dansk politiker (Centrum-Demokraterne) och tidigare kyrko- och forskningsminister i Poul Nyrup Rasmussens första regering.
Andersen växte upp på familjens gård i Vendsyssel. Föräldrarna var knutna till Indre Mission. Efter avslutad folkskola 1955 genomförde han sin värnplikt 1959-1963). Han blev sergeant 1960 och började studera på Forsvarets Gymnasium 1961 och tog examen 1963. Han arbetade därefter inom försäkringsbranschen, däribland som ledare för försäkringsbolaget Haand I Haands agentur i Haslev 1970. Han blev fullmäktig på huvudkontorets konsultavdelning 1975. Han blev konsult på Hafnia 1985.
Andersens politiska karriär började i mittenpartiet Liberalt Centrum som partiordförande i valkretsen Østre Storkreds (1966-1968). Han var en av dem som tillsammans med Erhard Jakobsen bildade Centrum-Demokraterne 1973 och han utsågs till ledamot i partistyrelsen 1974. Han avlöste Jakobsen i Radiorådet (1976-1978), som då var en viktig politisk plattform, och var i flera omgångar ledamot i partiets verkställande utskott. Han var partisekreterare 1987-1993 och ledamot i Haslevs kommunfullmäktige 1990-1993. Han var också styrelseledamot i Aktive Lyttere og Seere (ALS) 1976-1984, en förening upprättad av Erhard Jakobsen som efter egen utsago bevakade radiomonopolets krav på allsidighet. Föreningen kritiserade ofta anställda på Danmarks Radio som de ansåg bedriva en ensidigt socialistisk och vänsterorienterad propaganda.
I samband med att Poul Nyrup Rasmussen bildade en bred koalitionsregering på fyra partier 1993 utsågs Andersen till kyrkominister. Från januari 1994 efterträdde han partikamraten Svend Bergstein som forskningsminister. I februari samma år, då folketingsval hölls, lämnade han regeringen. Han återvände till försäkringsbranschen, denna gång till A/S Forsikringsselskabet Codan (1994-2001). Han var styrelseledamot av Danmarks Radio 1998-2002. Han har även innehaft flera kyrkliga styrelseuppdrag: Skt. Lukas Stiftelsen (1995-, ordförande sedan 1999), representant för Kirkefondet (1996-2004) samt styrelseledamot av Islamisk-Kristent Studiecenter (1996-). Sedan 2004 är han ordförande av Danske Sømands- og Udlandskirker (DSUK).
2006 Andersen lämnade Centrum-Demokraterne i samband med att partiordförande Bjarne Møgelhøj, utan framgång, försökte värva Naser Khader som ny partiordförande. Sedan 2007 är han ledamot i Faxes kommunfullmäktige för Borgerlisten.

## Utmärkelser
- Kommendör av Dannebrogorden,  21 december 1993

[Redigera Wikidata]